# Epipogium
Genre
Classification phylogénétique
Epipogium est un genre d'orchidées regroupant, selon les sources, entre trois et dix espèces.

## Distribution
Les membres de ce genre se rencontrent en Europe, en Asie, en Afrique et en Australie.

## Description
Plantes saprophytes, rhizomateuses, aux inflorescences lâches de fleurs pédicellées, pendantes sur une tige sans feuilles.
Les rhizomes ont un aspect de corail.

## Répartition en France
L'Épipogon sans feuilles  est présent dans l'est des Alpes, dans le Jura, les Pyrénées, les Vosges et les Cévennes. L'espèce est protégée.

## Liste d'espèces
- Epipogium aphyllum: Swartz 1814  ou Épipogon sans feuilles  (Eurasie)
- Epipogium dentilabellum Ohtani & S.Suzuki
- Epipogium gmelinii Rich.
- Epipogium guilfoylei Benth.
- Epipogium indicum H.J.Chowdhery, G.D.Pal & G.S.Giri
- Epipogium japonicum Makino
- Epipogium nutans Rchb.f. (Inde, Thaïlande)
- Epipogium poneranthum Fukuy.
- Epipogium roseum (D.Don) Lindl. (1857)
- Epipogium sessanum S.N.Hegde & A.N.Rao
- Epipogium sinicum Tso
- Epipogium tuberosum Duthie (Inde)